# Nidrou
Nidrou  è una città e sottoprefettura della Costa d'Avorio appartenente al dipartimento di Kouibly. Conta una popolazione di 10 343 abitanti (censimento 2014).